# Schaatsen op de Aziatische Winterspelen 2003
Schaatsen was een onderdeel van de Aziatische Winterspelen 2003 in Japan.
De wedstrijden werden gehouden tussen 1 en 4 februari op de ijsbaan Yato City Piping Speed Rink in Hachinohe, regio Aomori.
Er stonden negen onderdelen op de agenda; voor de mannen de 500, 1000, 1500, 5000 en 10.000 meter; voor de vrouwen waren het de 500, 1000, 1500 en 3000 meter.

## Medailles
| Rang | Land       | Goud | Zilver | Brons | Totaal |
| ---- | ---------- | ---- | ------ | ----- | ------ |
| 1    | Japan      | 6    | 5      | 7     | 18     |
| 2    | Zuid-Korea | 2    | 2      | 2     | 6      |
| 3    | China      | 1    | 1      | 0     | 2      |
| 4    | Kazachstan | 0    | 1      | 0     | 1      |

## Mannen

### 500 meter
| Plaats | Atleet           | Land       | Race 1 | Rang | Race 2 | Rang | Totaal |
| ------ | ---------------- | ---------- | ------ | ---- | ------ | ---- | ------ |
| Goud   | Hiroyasu Shimizu | Japan      | 35,56  | 1    | 35,81  | 1    | 71,370 |
| Zilver | Tomonori Kawata  | Japan      | 36,20  | 2    | 36,27  | 2    | 72,470 |
| Brons  | Joji Kato        | Japan      | 36,40  | 3    | 36,32  | 3    | 72,720 |
| 4      | Lee Kyou-hyuk    | Zuid-Korea | 36,66  | 5    | 36,38  | 4    | 73,040 |
| 5      | Choi Jae-bong    | Zuid-Korea | 36,65  | 4    | 36,82  | 7    | 73,470 |
| 6      | Zhang Zhongqi    | China      | 36,89  | 8    | 36,66  | 5    | 73,550 |

### 1000 meter
| Plaats | Atleet            | Land       | Tijd    |
| ------ | ----------------- | ---------- | ------- |
| Goud   | Lee Kyou-hyuk     | Zuid-Korea | 1.13,96 |
| Zilver | Hiroyasu Shimizu  | Japan      | 1.14,01 |
| Brons  | Takaharu Nakajima | Japan      | 1.14,05 |
| 4      | Choi Jae-bong     | Zuid-Korea | 1.14,06 |
| 5      | Yusuke Imai       | Japan      | 1.14,15 |
| 6      | Sergej Tsybenko   | Kazachstan | 1.14,98 |

### 1500 meter
| Plaats | Atleet              | Land       | Tijd    |
| ------ | ------------------- | ---------- | ------- |
| Goud   | Lee Kyou-hyuk       | Zuid-Korea | 1.54,65 |
| Zilver | Mun Joon            | Zuid-Korea | 1.54,89 |
| Brons  | Yeo Sang-yeop       | Zuid-Korea | 1.55,69 |
| 4      | Choi Jae-bong       | Zuid-Korea | 1.56,22 |
| 5      | Yusuke Imai         | Japan      | 1.56,53 |
| 6      | Radik Biktsjentajev | Kazachstan | 1.57,40 |

### 5000 meter
| Plaats | Atleet              | Land       | Tijd    |
| ------ | ------------------- | ---------- | ------- |
| Goud   | Takahiro Nozaki     | Japan      | 7.06,11 |
| Zilver | Radik Biktsjentajev | Kazachstan | 7.06,46 |
| Brons  | Kesato Miyazaki     | Japan      | 7.12,45 |
| 4      | Hiroki Hirako       | Japan      | 7.13,30 |
| 5      | Lee Seung-hwan      | Zuid-Korea | 7.14,91 |
| 6      | Sergej Iljustsjenko | Kazachstan | 7.15,64 |

### 10.000 meter
| Plaats | Atleet              | Land       | Tijd     |
| ------ | ------------------- | ---------- | -------- |
| Goud   | Hiroki Hirako       | Japan      | 14.45,49 |
| Zilver | Kesato Miyazaki     | Japan      | 14.47,16 |
| Brons  | Naoki Yasuda        | Japan      | 14.50,43 |
| 4      | Radik Biktsjentajev | Kazachstan | 14.50,45 |
| 5      | Sergej Iljustsjenko | Kazachstan | 14.51,93 |
| 6      | Yeo Sang-yeop       | Zuid-Korea | 14.53,18 |

## Vrouwen

### 500 meter
| Plaats | Atleet          | Land  | Race 1 | Rang | Race 2 | Rang | Totaal |
| ------ | --------------- | ----- | ------ | ---- | ------ | ---- | ------ |
| Goud   | Wang Manli      | China | 39,20  | 1    | 39,21  | 1    | 78,410 |
| Zilver | Yukari Watanabe | Japan | 39,23  | 2    | 39,57  | 4    | 78,800 |
| Brons  | Sayuri Osuga    | Japan | 39,67  | 3    | 39,52  | 2    | 79,190 |
| 4      | Shihomi Shinya  | Japan | 39,93  | 5    | 39,54  | 3    | 79,470 |
| 5      | Tomomi Okazaki  | Japan | 40,29  | 6    | 39,94  | 5    | 80,230 |
| 6      | Zhao Xin        | China | 39,76  | 4    | 40,69  | 8    | 80,450 |

### 1000 meter
| Plaats | Atleet         | Land  | Tijd    |
| ------ | -------------- | ----- | ------- |
| Goud   | Aki Tonoike    | Japan | 1.21,01 |
| Zilver | Wang Manli     | China | 1.21,49 |
| Brons  | Shihomi Shinya | Japan | 1.21,66 |
| 4      | Zhao Xin       | China | 1.22,32 |
| 5      | Tomomi Shimizu | Japan | 1.23,02 |
| 6      | Sayuri Osuga   | Japan | 1.23,10 |

### 1500 meter
| Plaats | Atleet       | Land       | Tijd    |
| ------ | ------------ | ---------- | ------- |
| Goud   | Maki Tabata  | Japan      | 2.05,66 |
| Zilver | Aki Tonoike  | Japan      | 2.08,79 |
| Brons  | Baek Eun-bi  | Zuid-Korea | 2.09,61 |
| 4      | Wang Fei     | China      | 2.10,37 |
| 5      | Choi Yun-suk | Zuid-Korea | 2.10,65 |
| 6      | Gao Yang     | China      | 2.10,75 |

### 3000 meter
| Plaats | Atleet              | Land       | Tijd    |
| ------ | ------------------- | ---------- | ------- |
| Goud   | Maki Tabata         | Japan      | 4.29,58 |
| Zilver | Baek Eun-bi         | Zuid-Korea | 4.31,41 |
| Brons  | Eriko Ishino        | Japan      | 4.34,13 |
| 4      | Wang Fei            | China      | 4.36,73 |
| 5      | Choi Yun-suk        | Zuid-Korea | 4.38,95 |
| 6      | Anzjelika Gavrilova | Kazachstan | 4.40,39 |

1986 Sapporo · 
1990 Sapporo · 
1996 Harbin · 
1999 Gangwon-do · 
2003 Aomori · 
2007 Changchun · 
2011 Astana · 
2017 Sapporo · 
2025 Harbin